# デビィ・ザ・コルシファは負けず嫌い
『デビィ・ザ・コルシファは負けず嫌い』（デビィ・ザ・コルシファはまけずぎらい）は、平方昌宏による日本の漫画作品。暇つぶしに人類滅亡を企てる史上最強の女悪魔デビィ・ザ・コルシファと、周囲の悪魔・人間を交えたギャグコメディ。『少年ジャンプGIGA』（集英社）2020 SPRINGに読み切りが掲載された後、『少年ジャンプ+』（同）にて2020年12月7日から2024年3月25日まで毎週月曜日更新にて連載された。作者公認の略称は「デビザコ」。ジャンプ公式YouTubeチャンネルにて第1話のボイスコミック化やショートアニメPV化されている。

## ストーリー
ある日一人で暇つぶしをしていた人間凄六郎のもとに、地獄最強の悪魔、デビィ・ザ・コルシファが突然現れ人類滅亡をかけた勝負をすることに。腕力では勝てないと判断した六郎によりトランプのババ抜きで勝負をすることになるが、デビィは腕っぷし以外雑魚であり、感情垂れ流しの【上の顔】やウブさを逆手に取られ負け続けながらも様々な遊び・暇つぶしを通じて交流を深めていく。

## 主な登場人物
声はジャンプ公式YouTubeチャンネルのボイスコミックのもの。

### 悪魔
悪魔共通の決まりごととして、六郎達が生活する地上に滞在できるのは地上時間で１日につき１時間と定められており、時間が来たら強制送還される。ただしあくまでも「決まり」なだけで、手続きを経ることで滞在期間を延ばすことも可能である。また人型の悪魔は、上の顔（後述）、角のようなもの、羽、尻尾が生えている。主要人物以外の一般人が悪魔を見た場合は何らかのコスプレである、と判断することが多い。
デビィ・ザ・コルシファ
声 - 本宮佳奈
主人公、異名は【最強の悪魔】。異名の通り地獄最強の悪魔で、彼女に喧嘩で勝てる悪魔がいなくなったことで退屈しており、暇つぶしに人類を滅ぼすために地上へ。その時六郎が「暇だ」と発言していたため、彼の前に現れた。
セクシーな体型・美しい見た目・不遜な態度、そして時折見せる非常に高い戦闘能力や超人的な力とは裏腹に非常にウブ。
後述する【上の顔】から感情が筒抜けのため駆け引きはできず、知略は全くめぐらないため人間にとっては子供レベルのトリックにすら簡単に引っかってしまう。また彼女の強さとは真正面から膨大な魔力や腕力で相手を力任せにねじ伏せるだけのため、有利と思われた野外での運動能力の勝負も実際は力任せのプレーしかできずタイミングやコントロール力は皆無のためその強大な力とは裏腹にスポーツ系の勝負も筋が悪く、人間側の仕掛ける技巧にも簡単にはまってしまう。さらに勝負運も全く無いため純粋な運の勝負も弱くトラブルで負けてしまうこともしょっちゅうである。そのため六郎に勝負を仕掛けるたびに必ず負けているが、それでも何度も挑んでくる。
精神的にも子供じみており喜怒哀楽が激しく、落ち着いている時は高圧的かつ古風な口調で喋るが、余裕が無くなると子供のような口調になり、泣いてしまうことも多い。

普段は厚底のヒールを履いており､実際の身長は149cmで､六郎・てまりよりも小柄。背中が大きく開いた服を着ている（本人が「同じものをいっぱい持っている」と言及している）。最近は普通の服を着る機会が増えてきているものの、羽がどう収納されているかは不明である。
地獄では大変裕福な家庭に生まれており、日常生活の雑務はほとんど使いがこなしてくれているが、普段は大変怠惰な生活を送っている。

ルール通りにプレーして勝ちたいと考えているためか、勝負事に悪魔の力を行使することは少ない。が、稀にズルや反則をすることがある。しかし不注意や不運が重なり結果的に負けてしまうため厳しく反則を咎められていない。
また連載序盤は自棄を起こして約束を反故にしようとしたことはあるが、以後は少なくとも勝負に勝つまで人類を滅亡させる気はないようである。
基本的に勝負の枠内では何らかの要因で勝利には至らない物の、勝負外では六郎をおちょくる面も見せることがある。
　上の顔（眼）
この世界の悪魔特有の器官（眼）で、悪魔の内面や心理（特にデビィの場合は顕著）を表している。
デビィ本人の顔はポーカーフェイスを装っていても、この上の顔が感情を垂れ流しており、六郎やてまりに対して嘘をついたり感情を隠すことができなくなっている。
なおこの上の顔がどういった存在かはデビィ自身もよくわかっていない。
レイズ・ユ・リスキィ
地獄から人間界への出獄を管理している出獄管理局の女性悪魔。異名は【空間の悪魔】。空間移動を司り、彼女自身含めデビィ達が六郎のもとにやってくるのも彼女の能力による。上の眼は本人から見て左側（つまり他人から見れば右側）に縦に２つ並んでいる。過去に他の悪魔に絡まれていたところをデビィに助けられてからデビィのことを慕っている。勝負事は人数合わせで何度か参加しているが、彼女自身のプレーは筋がよくデビィやディアブロのような失態は犯していない。
連載当初はボケ役が多いデビィのフォローに回ることが多くしっかりしてそうだったが、早合点しがちで抜けているところがあるためそれがデビィに災いをもたらすことがある。15話でデビィにコスプレをさせて以後、デビィに対して別の感情を抱いている節がある。ビアンカという名前の姉がいる。
ディアブロ・スター・メルティプリン
デビィの幼馴染であり、悪魔騎士団長をつとめる女性悪魔。異名は【魔剣の悪魔】。剣の扱いに長ける。上の眼は右目が潰れた隻眼になっている。登場当初は厳粛な軍人のような性格であり、無職生活を続けるデビィを叱責していた。
勝負事の腕前はデビィ同様からっきしだが、勝負運はあるため運のからむゲームでは彼女単体は成績が良いことがある。しかし13話で人生ゲーム勝負をした際、本当は可愛いものが好き・女子力が欲しいという本音を吐露し、ファッションや物事の好き嫌いにも好みが露骨に現れるようになってきている。同話以降は周囲の悪魔や人間から従来とのギャップを驚かれるようになっている。
エルメス・ジ・オータム
デビィの従妹。地獄での職業や役職などは不明。異名は【雷霆の悪魔】。異名の通り雷撃を得意とする。上の眼はデビィと同じく通常の眼の上に2対あるが、デビィの眼とは異なり瞼が描かれることが多い。髪を角にかけてツインテールにしている小柄な悪魔。
幼少期から最強の悪魔であるデビィと比較されていたことがコンプレックスとなっており、女子力や恋愛ごとなど女性としての魅力を高めることでデビィに対抗しようとしているが、当のデビィ本人はそれらのことを余り気に掛けていない。平常時は猫を被ったような話し方だが、感情が昂ると口調が荒くなる。趣味嗜好も表向きは女性的なものだが、根では芋焼酎や豚足を好む。
初登場時は六郎を虜にすることでデビィに一矢報いようとしていたが、後に登場した時は何気ない六郎の言葉で逆に虜にされてしまい、六郎に懐くようになってしまった。
シャドォ・ット・シャーク
デビィの友人。地獄での職業や役職などは不明。異名は【潜影の悪魔】。陽の当たらないところならどこにでも潜むことができる。上の眼は大きな単眼。衣装は他の悪魔と比べると露出は低めで黒いドレスを身にまとっている。目が前髪に隠れており、鮫の鰭のような角および尾を持つ。体躯は非常に大柄で、座っている状態でも直立状態の六郎程の座高があり室内では直立ができない。しかし巨躯と眼力、そして怪力とは裏腹に非常に内気なため声が小さく、はっきり喋ることができない。
六郎のことは１話の当時から影からずっと見ており、いわゆる「陰キャ」同士で友達になりたいと思っていたが内気な性格で表に出ることができなかった。しかしある日デビィに六郎と友人になりたいことを打ち明け、シャドォ自身が六郎に意を伝え、六郎も受け入れたことで願いは叶う。

### 人間
現時点でデビィ達をはっきりと悪魔と認識しているのは下記人物のみ。悪魔が勝負に弱いのもあるが、勝負のことを抜きにすれば無差別に危害を加えることもなく付き合いも良いため、悪魔といっても敵対的な関係はなく友好的な付き合いをもっている。
凄 六郎（すご ろくろう）
声 - 斉藤颯児
一人トランプタワーを作って遊んでいたところ、突然現れたデビィと勝負をすることになった男子高校生。腕力で勝負しては殺されると判断し、とっさに手元のトランプでの勝負を申し入れ、無事に勝利を収めた。以後は負けず嫌いのデビィに(人類存亡をかけた)勝負に付き合わされ、様々な遊びや暇つぶしを企画。結果的にデビィを楽しませている。
一応人類の命運を握らされており彼自身もそのことは認識しているが、悪魔達が悉く勝負事に弱いこと、お菓子などで簡単に手懐けられること等が判明するにつれ、悪魔達との勝負にも日常付き合いにもあまり重圧を感じなくなってきている。基本的には温和で気遣いのある性格をしているが、無礼に接してくるデビィとは気安い言葉を応酬することが多い。一方あまり社交性はなくデビィからは「陰キャ」と呼ばれることも。勝負には真剣になりやすく、過去に勝ちを求めるあまりハメ技を駆使して友人を無くした経験も持っている。
望月 てまり（もちづき てまり）
六郎の幼馴染の女性。非常に大らかな性格をしており、六郎のもとに現れたデビィが悪魔であることを簡単に受け入れた。「デビィが六郎に勝利したら人類を滅ぼす」という約束も知ってはいるもののあまり真面目に受け取っていない。多人数ゲーム等の勝負事によく参加し、概ね突出しない程度の無難な成績を収める。
子供っぽく感情の起伏が激しいデビィはもちろん、レイズやディアブロについても母性で手懐けており、人間界でのよき理解者・保護者となっている。家事全般が得意。
球田 塁（たまだ るい）
六郎と同じクラスの女性。ソフトボール部のエースピッチャーであり、河原でピッチングの練習をしていたところに現れた六郎とデビィと共に水切り勝負を行った。
その後に登場した際にはネバーギブアップ・諦めたらそこで試合終了、などスポ根思想でデビィを別の角度から追い詰める保護者となっている。
人間は本来魔力を扱えないはずであるが、塁はデビィの雑なアドバイスを元に「魔力のこもった投球」をマスター（「努力したら出来るようになったわ」と発言）。強度はデビィに及ばないものの魔力調整技術はデビィを超えており、デビィや六郎を驚愕させる。
音無 キルコ（おとなし きるこ）
流島署に勤務する警察官の女性。名前の通り作者のデビュー作である「新米婦警キルコさん」の主人公で、掲載当時デビュー作連載開始10周年を兼ねた登場でもあった。本作でも原作同様警察官として勤務し得物であるトンファブレイドも携行し、自称も変わらず「新米」のままである。出張で六郎達の住む町へ来ていたさい、キルコが置いていたメロンパンをデビィが盗み食いしたことをきっかけにデビィと白兵戦を演じ、互角に渡り合っていた。

## 書誌情報
- 平方昌宏『デビィ・ザ・コルシファは負けず嫌い』 集英社〈ジャンプ・コミックス〉、全9巻
  1. 2021年4月30日発売[4][5]、ISBN 978-4-08-882659-2
  2. 2021年9月3日発売[6]、ISBN 978-4-08-882768-1
  3. 2022年1月4日発売[7]、ISBN 978-4-08-882895-4
  4. 2022年5月2日発売[8]、ISBN 978-4-08-883106-0
  5. 2022年10月4日発売[9]、ISBN 978-4-08-883278-4
  6. 2023年3月3日発売[10]、ISBN 978-4-08-883418-4
  7. 2023年9月4日発売[11]、ISBN 978-4-08-883654-6
  8. 2024年2月2日発売[12]、ISBN 978-4-08-883874-8
  9. 2024年5月2日発売[13]、ISBN 978-4-08-884070-3